# Jasan u kovárny
Jasan u kovárny je památný strom jasan ztepilý (Fraxinus excelsior) v Doupovských horách v Přírodním parku Stráž nad Ohří. 
Roste v nadmořské výšce 455 m  nad pravým břehem Osvinovského potoka na terénní hraně pod hradem v osadě Horní Hrad, části obce Krásný Les v okrese Karlovy Vary v Karlovarském kraji.
Stáří stromu bylo v roce vyhlášení odhadováno na 200 let. Rozložitá koruna stromu s paprsky dlouhých větví sahá do výšky 27 m, obvod kmene měří 473 cm (měření 2013).
Jasan je chráněn od roku 2013 jako esteticky zajímavý, historicky důležitý strom s významným vzrůstem.

## Stromy v okolí
- Duby u Panské louky
- Břek u Horního hradu
- Buk k Osvinovu